# Ливада Мика (Сату Маре)
Ливада Мика (рум. Livada Mică) насеље је у Румунији у округу Сату Маре у општини Ливада. Oпштина се налази на надморској висини од 134 m.

## Становништво
Према подацима из 2002. године у насељу је живело 321 становника, од којих су сви румунске националности.